# Quien pierde paga
Quien pierde paga (título original: Finders Keepers) es una novela del escritor estadounidense Stephen King, publicada el 2 de junio de 2015. Es el segundo volumen de la trilogía basada en la historia del detective Bill Hodges, que dio inicio con la novela Mr. Mercedes en 2014.

## Sinopsis
La historia del libro se centra en el asesinato del escritor John Rothstein (una amalgamación creada por el autor entre los reconocidos escritores John Updike, Philip Roth y J. D. Salinger), sus notas perdidas y la liberación de su asesino luego de 35 años de prisión. Bill Hodges, el detective que logró solucionar el caso de Mr. Mercedes, gradualmente empieza a hacer parte de esta historia, reabriendo el antiguo caso del asesinato de John Rothstein.

## Recepción
Quien pierde paga ha recibido críticas generalmente positivas. En su reseña en The Guardian, Alison Flood señaló que se trata de una historia "refrescante" tanto para el autor como para el lector. Janet Maslin del New York Times elogió la forma en la que el escritor supo manejar los saltos en el tiempo en su novela. Nick Romeo de The Boston Globe fue en cambio más crítico, asegurando que se trata de una "trama extravagante".